# 約瑟的神奇彩衣
《約瑟的神奇彩衣》（Joseph and the Amazing Technicolor Dreamcoat）是安德魯·洛伊·韋伯和提姆·萊斯（Tim Rice）於1967年推出的第一部音樂劇。該劇是洛伊韋伯的處女作，1968年起在倫敦上演，當時他僅僅20歲。正是這部戲開始了洛伊韋伯的音樂劇傳奇。約瑟的故事完全取材於《舊約聖經》的《創世紀》所描述，有關猶太民族的祖先約瑟的故事。故事講述約瑟特別受父親寵愛，因此招致他的11個兄長嫉妒，在他出外牧羊的一天，被賣給人口販子，並輾轉去到埃及。與此同時，他的兄長對父親謊稱約瑟意外死了。後來約瑟因為被人陷害而下了監牢，卻意外使他有機會為法老解夢，使埃及渡過長達七年的饑荒。最後在父親兄弟家鄉糧食不繼前來埃及買糧之時重聚。
劇中一首《無路可走》（Close Every Door to Me）生動地刻畫了約瑟被陷害後的心情，十分感人。劇中另一首《夢想成真》（Any Dream Will Do）也是膾炙人口、廣為傳唱的曲目。該劇佈景豪華，歌舞場面目不暇接，音樂元素十分豐富，是一部老少咸宜的劇目。

## 創作及演出
約瑟與他的神奇彩衣是安德魯·洛伊韋伯與提姆·萊斯共同合作的第二齣音樂音樂劇作品。第一齣是《孤海浮燈》（The Likes of Us）。
約瑟的故事取材於《舊約聖經》的《創世紀》，原本是以簡單的清唱劇的形式在倫敦的 Colet Court 學校首度演出，當時是1968年3月1日。第二次演出是在1968年5月12日，在報紙上報導了這次演出，而第三次演出的時候，增加了一些內容。由於演出的成功，洛伊韋伯和萊斯於1969年發行了小型的專輯，然而這張專輯的銷售並不好，直到洛伊韋伯和萊斯發表了第二張專輯：萬世巨星時，才有所改善。約瑟的故事最終改編成正式的音樂劇的時間是在1972年，這齣戲改編成為適合大型舞台演出的版本。而紐約百老匯正式演出是在1982年1月27日皇家戲院（Royale Theatre），有747名觀眾欣賞。

## 劇情架構

### 劇情

#### 第一幕
這個故事由說書人的角色貫穿全場，她（通常此角色為女性）開始講述這個記載在聖經創世紀中的，約瑟的故事，並告訴小朋友(演員或聽眾)要勇於夢想，因為從前有一個人，他的夢想成真了。故事的開場是雅各以及12個兒子的大家庭。11個兄長們非常嫉妒他們的弟弟：約瑟，尤其是父親送給他的他的美麗彩衣，很明顯的父親特別偏愛約瑟。更糟的是，約瑟經常述說他的夢境，說有一天，他會接受其他兄弟的跪拜。於是兄長們決定把約瑟除掉以免他的夢境成真，便將約瑟賣給了以實瑪利人作為奴隸，並且被帶到了埃及。兄長們回到家中，謊稱約瑟被野獸咬死了，以破爛沾血的彩衣當作證據，告訴雅各這個壞消息，並勸他不要太傷心。在埃及，約瑟被賣到大富翁波提乏家中管理家務。然而，波提乏的妻子卻一直勾引約瑟，約瑟不斷抗拒，但是波提乏聽到了吵鬧聲，撞見他們親密的樣子，就憤怒地把約瑟送入監牢了。約瑟在監獄中非常沮喪，但還是用他的能力幫獄友、法老的廚師及管家解夢，最後果然如他的預測。

#### 第二幕
此時說書人繼續述說故事，約瑟的命運即將改變了。因為此時法老做了一個奇怪的夢，全埃及沒有人可以解釋，這時法老的管家忽然想到約瑟的能力，於是約瑟就被帶出來為法老解夢。法老講了一個關於七頭肥牛和瘦牛，以及七棵茂盛及乾枯的玉米的故事。約瑟解釋：這代表了埃及將有七個豐年及七個荒年。法老非常佩服這個解釋，馬上要約瑟來處理政事，來儲備糧食以度過荒年，於是約瑟成為法老的左右手，在埃及的地位僅次於法老之下。回到他的老家，約瑟發現他的兄長們在荒年中挨餓度日，並且非常後悔欺騙了他們的父親。他們聽說埃及儲存了大量的食物，於是他們就一齊出發去埃及乞討食物。約瑟給了他們食物並準備送他們回家，但是偷偷放了一個金杯放在他們最小的兄弟：班傑明的袋子中。當他們離開時，約瑟阻止了他們，並指控他們偷了金杯。但是約瑟在班傑明的袋子搜出了金杯，其他的兄長們祈求約瑟放了班傑明。約瑟知道他們的兄長已經不若當年，便與他們相認，並且將他們的父親雅各接回埃及。

### 曲目
本劇的音樂風格非常多樣，例如法國民謠風格的《迦南的日子》，或是模仿貓王搖滾的《法老之歌》，迪斯可舞曲的《加油！約瑟》，讓這齣戲增加許多趣味。
劇中的曲目如下：
- 序曲 Prologue
- 夢想成真 Any Dream Will Do
- 雅各與兒子們 Jacob and Sons
- 約瑟的彩衣 Joseph's Coat
- 約瑟的夢 Joseph's Dreams
- 可憐的約瑟 Poor, Poor Joseph
- 天堂又多了一個天使 One More Angel in Heaven
- 波提乏 Potiphar
- 無路可走 Close Every Door
- 加油！約瑟 Go, Go, Go Joseph
- 法老的故事 A Pharaoh's Story
- 可憐的法老 Poor, Poor Pharaoh
- 法老之歌 Song of the King (Seven Fat Cows)
- 法老的解夢 Pharaoh's Dreams Explained
- 一人之下 Stone the Crows
- 迦南的日子 Those Canaan Days
- 兄弟來到埃及/跪拜 The Brothers Come To Egypt / Grovel, Grovel
- 誰是小偷 Who's the Thief?
- 班傑明舞曲 Benjamin Calypso
- 約瑟一直如此 Joseph All the Time
- 雅各來到埃及 Jacob in Egypt
- 終曲：夢想成真 Finale: Any Dream Will Do / Give Me My Colored Coat

### 各地的演出

#### 英國
這齣戲在倫敦由史蒂芬·平洛（Steven Pimlott）於1991年重新製作上演，並且錄製了專輯。在開演的時候，約瑟由流行歌手傑森·多諾萬（Jason Donovan）扮演。樂曲以及佈景幾乎相同，比較特別的的方式加入了一段混音製作。
在2007年時曾推出倫敦復演版，男主角由選秀節目Any Dream Will Do中脫穎而出的男演員Lee Mead奪得選秀冠軍，此劇並在2007年開始重新在倫敦西區上演。

#### 美國
這齣戲在洛杉磯於1993年演出。由麥克·戴曼（Michael Damian）主演約瑟，凱莉·瑞貝（Kelli Rabke）擔任說書人，羅伯·托帝（Robert Torti）演出法老

#### 加拿大
這齣戲在加拿大於1992年由唐尼·奧斯蒙（Donny Osmond）主演約瑟，珍妮·曼斯（Janet Metz）擔任說書人，而唐尼·奧斯蒙也在錄影版演出。

### 錄影
這齣戲於1999年製作了錄影演出，由唐尼·奧斯蒙主演約瑟，瑪莉亞·費德曼（Maria Friedman）擔任說書人，李察·艾登保羅（Richard Attenborough）演出雅各。

## 外部連結
- 真正好公司官方網站(英)
- IBDB資料庫(英)  （页面存档备份，存于）